# Міжлісся (Лунинецький район)
Міжлісся (Андрушівка, біл. Міжлессе) — село в Білорусі, у Лунинецькому районі Берестейської області. Орган місцевого самоврядування — Вульківська сільська рада.

## Історія
У 1921 році колонія Андрушівка входила до складу гміни Лахва Лунинецького повіту Поліського воєводства Польської Республіки.

## Населення
Станом на 10 вересня 1921 року в колонії налічувалося 41 будинок та 219 мешканців, з них:
- 109 чоловіків та 11 жінок;
- 203 православні, 16 римо-католиків;
- 181 українець (русин), 13 поляків, 25 осіб іншої національності.

За переписом населення Білорусі 2009 року чисельність населення села становило 978 осіб.